# Navždy mladí
Navždy mladí (v originále Les Amandiers) je francouzské komediální drama z roku 2022, které napsala a režírovala Valeria Bruni Tedeschiová. Film byl uveden v oficiální soutěži na filmovém festivalu v Cannes dne 22. května 2022. Celovečerní film je autobiografický, postavy Stelly a Etienna jsou alter ega Valerie Bruni Tedeschiové a Thierryho Ravela.

## Děj
Film zachycuje osudy studentů na divadelní škole Amandiers v Nanterre, kterou vedli Patrice Chéreau a Pierre Romans. Studenti v roce 1986 zkoušejí Čechovovu inscenaci Platonov.

## Obsazení
| Nadia Tereszkiewicz    | Stella                |
| Sofiane Bennacer       | Étienne               |
| Louis Garrel           | Patrice Chéreau       |
| Micha Lescot           | Pierre Romans         |
| Clara Bretheau         | Adèle                 |
| Vassili Schneider      | Victor                |
| Oscar Lesage           | Stéphane              |
| Liv Henneguier         | Juliette              |
| Eva Danino             | Claire                |
| Sarah Henochsberg      | Laurence              |
| Noham Edje             | Franck                |
| Baptiste Carrion-Weiss | Baptiste              |
| Alexia Chardard        | Camille               |
| Léna Garrel            | Anaïs                 |
| Suzanne Lindon         | servírka              |
| Franck Demules         | hlídač                |
| Isabelle Renauld       | Chéreauova asistentka |
| Sandra Nkaké           | Susan                 |
| Bernard Nissille       | Gaspard               |

## Ocenění
- Mezinárodní festival frankofonních filmů v Namuru: nejlepší kamera, Cena RTBF
- César: nejslibnější herečka (Nadia Tereszkiewicz); nominace v kategoriích nejlepší film, nejlepší herec ve vedlejší roli (Micha Lescot), nejlepší původní scénář (Valeria Bruni Tedeschiová, Noémie Lvovsky a Agnès de Sacy), nejlepší kostýmy (Caroline de Vivaise), nejlepší kamera (Julien Poupard), nejlepší výprava (Emmanuelle Duplay), César des lycéens